# Lada Kozlíková
Lada Kozlíková (ur. 8 października 1979 w Vyškovie) – czeska kolarka torowa i szosowa, dwukrotna medalistka mistrzostw świata.

## Kariera
Pierwszy sukces Lada Kozlíková osiągnęła w 2000 roku, kiedy na mistrzostwach Europy do lat 23 w Kielcach wywalczyła złoty medal kolarstwie szosowym. W tym samym roku wystąpiła na igrzyskach olimpijskich w Sydney, gdzie w wyścigu indywidualnym na dochodzenie była dziesiąta. Największe sukcesy w kategorii seniorów osiągnęła na mistrzostwach świata w Kopenhadze w 2002 roku. W scratchu wywalczyła złoty medal, zostając tym samym pierwszą w historii mistrzynią świata w tej konkurencji. Ponadto zajęła drugie miejsce w wyścigu punktowym, ulegając tylko Rosjance Oldze Slusariewej.
Podczas igrzysk olimpijskich w Atenach w 2004 roku zajęła między innymi piąte miejsce w wyścigu indywidualnym na czas. Cztery lata później, na igrzyskach olimpijskich w Pekinie jej najlepszym wynikiem była ósma pozycja w indywidualnym wyścigu na dochodzenie. Ponadto w 2006 roku wywalczyła złoty medal w omnium na mistrzostwach Europy w Atenach.